# パリの灯は遠く
『パリの灯は遠く』（パリのひはとおく、原題：Monsieur Klein）は、1976年制作のフランス・イタリア映画。
第二次世界大戦中のナチス占領下のパリを舞台に、運命のいたずらに弄ばれる男の悲劇を描く。ジョゼフ・ロージー監督、アラン・ドロン主演。

## あらすじ
1942年、ナチス占領下のフランス・パリ。美術商のロベール・クラインは、ユダヤ人がやむを得ず手放した先祖伝来の美術品を安く買い叩いて儲けた金で優雅な暮らしを送っていた。
そんなある日、彼の住むアパートに1通の郵便物が届けられた。それは、ユダヤ人同志が情報交換のために密かに使用している“ユダヤ通信”と呼ばれるものであった。何故れっきとしたフランス人である自分のもとにそんなものが届いたのか、ロベールは不安と焦燥にかられる。
ロベールは身の潔白を証明するため奔走、その過程で自分と同姓同名のユダヤ人がいることを知る。例の“ユダヤ通信”は、彼と誤ってロベールのもとに届けられたものだった。そんな中、パリでかつてない規模のユダヤ人の大量検挙が行なわれる。

## キャスト
- ロベール・クライン：アラン・ドロン
- フロランス：ジャンヌ・モロー
- ジャニーヌ：ジュリエット・ベルト
- ピエール：マイケル・ロンズデール
- シュザンヌ・フロン
- ミシェル・オーモン
- マッシモ・ジロッティ
- ピエール・ボイト
- フレッド・ペルソンヌ
- フランシーヌ・ベルジェ

## 受賞
第2回セザール賞（1977年）
- - 最優秀作品賞
  - 最優秀監督賞（ジョゼフ・ロージー）
  - 美術賞（アレクサンドル・トローネル）